# Echinapoderus kilimanus
Echinapoderus kilimanus là một loài bọ cánh cứng trong họ Attelabidae. Loài này được Aurivillius miêu tả khoa học năm 1910.